# Mimie Wood
Susan Selina "Mimie" Wood MBE (4 de diciembre de 1888 - 25 de agosto de 1979) fue una secretaria, contable y bibliotecaria neozelandesa de la Real Sociedad de Nueva Zelanda. Trabajó en la organización desde 1920 hasta su jubilación en 1962. Coleridge Farr, presidente del Instituto Neozelandés de 1929 a 1931, dijo de ella que sería más exacto describirla como la presidenta adjunta del instituto. Llevaba una gran carga administrativa en la Royal Society y predijo acertadamente que, tras su jubilación, sería sustituida por cinco personas; esos cinco puestos se establecieron a los tres años de su marcha.
Desde 1920 hasta poco antes de su muerte, Wood vivió en Eastbourne con su pareja, Margaret Magill. Allí formaban parte de un círculo de amigas lesbianas en una época en la que era muy poco habitual ser abiertamente lesbiana. Ambas eran muy activas en la comunidad y ambas fueron nombradas miembros de la Orden del Imperio Británico. Wood fue cofundadora de varios grupos comunitarios y solía formar parte de comités, en los que ocupó cargos durante décadas. Fue elegida miembro de dos sociedades.

## Biografía
Wood nació en 1888 en Dunedin. Fue bautizada como Susan Selina Wood en la iglesia anglicana de San Pedro de Caversham. Nunca utilizó su nombre de nacimiento, ni siquiera en documentos oficiales, sino que siempre firmó como Mimie Wood. Sus padres fueron Edwin Thomas y Susan Sophia Wood (de soltera Toomey).
Wood recibió su educación en escuelas de varios suburbios de Dunedin: Wakari, Kaikorai, y luego en la Escuela Normal de Dunedin, en Dunedin Norte. No cursó estudios secundarios. Su padre, que era tutor de contabilidad, también enseñaba a escribir y era diseñador. Un día anunció que enseñaría caligrafía a Mimie y la convertiría en "la mejor de Nueva Zelanda". Las actas que escribía a mano con letra de cobre eran testimonio de las enseñanzas de su padre. Asistió a la iglesia de Knox, en George Street, y durante algún tiempo impartió allí clases de Biblia. Conoció a John Marwick en Dunedin, que más tarde sería paleontólogo y geólogo. Se cree que conoció a George Thomson a través de la iglesia Knox.
Edwin Wood murió en 1918 y Susan Wood en 1925; ambos padres fallecieron en su ciudad natal, Dunedin.

## Trayectoria profesional
Wood obtuvo su primer empleo en el Athenaeum de The Octagon, donde catalogaba libros utilizando la Clasificación Decimal Dewey. Su siguiente empleo fue en la oficina de los comerciantes de ferretería Paterson & Barr Ltd en Princes Street. En algún momento antes de 1919, se trasladó a Wellington, donde su primer trabajo fue como ayudante de contabilidad en una gran empresa comercial.
En 1919, el Instituto Neozelandés decidió que necesitaba contratar a un funcionario permanente remunerado, ya que la carga de trabajo de sus funcionarios honorarios había llegado a consumir demasiado tiempo. La Junta de Gobierno autorizó al Comité Permanente a contratar a una persona por un salario no superior a 200 libras neozelandesas. Las tareas que debía desempeñar eran las de secretario adjunto, tesorero adjunto, editor adjunto, bibliotecario adjunto, compilar índices para las Transactions del instituto y fichas para el Catálogo Internacional de Literatura Científica. En mayo de 1920, el Comité Permanente encargó al presidente del instituto -Thomas Easterfield- el nombramiento de la persona adecuada. Wood recibió el nombramiento en agosto de 1920 y Thomson, que había sido presidente del instituto en 1907 y 1908, contribuyó decisivamente a que obtuviera el puesto. Al comienzo de la Gran Depresión, su salario se redujo en consonancia con el recorte general de los sueldos de los funcionarios. El geofísico Coleridge Farr, presidente del instituto en aquel momento, señaló que Wood, con su «habitual alegría», le había puesto en su sitio en muchas ocasiones en las que, de otro modo, se habría equivocado, y que su título de asistente no era correcto, ya que era la secretaria del instituto. Farr sugirió que si la palabra «asistente» era necesaria, «un título más justo sería “presidenta adjunta”». En la posterior asamblea general anual de 1931, Thomson propuso cambiar el cargo de Wood por el de secretario. Wood sentía una profunda admiración por Thomson y conservó su retrato en su dormitorio durante toda su vida.
El secretario honorario del Instituto fue el químico Bernard Aston de 1908 a 1925, pero tras un tiempo en el cargo, Wood sustituyó a Aston. Wood se relacionó más con Aston que con cualquier otro miembro del consejo. Se considera que Wood dedicó su vida a la Royal Society. Era muy apreciada, extremadamente servicial y se le confiaban muchos asuntos confidenciales, ya que era discreta. Los periodistas dejaron constancia de la ayuda que les prestaba cuando informaban de las reuniones del consejo del instituto. Wood se llevaba bien con todos los miembros del consejo y los presidentes, a excepción del botánico Leonard Cockayne (presidente de 1918 a 1920, inmediatamente antes del nombramiento de Wood), que era conocido por sus bruscos modales. Cuando Wood asistió a una reunión del comité, tomando notas a petición de Aston, Cockayne preguntó: «¿Qué hace ella aquí?». Wood nunca se lo perdonó y en vida señaló que: «A pesar de todos sus honores, fue el hombre más grosero que he conocido».
El Instituto Neozelandés tuvo que mudarse del Dominion Museum de madera porque el Departamento de Obras Públicas no permitió que se instalaran más estanterías por temor a un peso excesivo. El profesor Harry Kirk, presidente del instituto en aquel momento, consiguió que el instituto se trasladara al Hunter Building. Las tres bibliotecas -la del Instituto Neozelandés, la del Museo Dominion y la de la Sociedad Filosófica de Wellington- se encontraban en el Museo Dominion, y los funcionarios del Instituto y tres hombres del Departamento de Obras Públicas tardaron una semana en trasladar todos los libros en noviembre de 1922. Hubo grandes dificultades para separar las bibliotecas y cuando Wood se trasladó al edificio Hunter el 6 de junio de 1923, aún quedaba mucho trabajo por hacer. Wood completó el trabajo restante prácticamente sola y demostró «energía y determinación competentes». Recibió un reconocimiento especial en las Transactions de 1924.
En 1947, el sueldo de Wood había aumentado a 425 libras neozelandesas. A partir de 1950, contó con la ayuda de una bibliotecaria a tiempo parcial. En mayo de 1962, Wood pidió la jubilación. El consejo de la sociedad le concedió seis meses de permiso retribuido y una gratificación de 500 libras neozelandesas, tal vez como reconocimiento de que no tenía un plan de jubilación, pero también como reconocimiento de que había trabajado "por una miseria". Charles Fleming, que era presidente cuando ella se jubiló y que más tarde escribió su obituario, dijo que no había perspectivas de contratar a alguien en condiciones similares. En un acto de despedida celebrado el 28 de noviembre, se le entregó una bandeja de plata. Pocos de los asistentes sabían que la pareja de Wood, con la que llevaba 42 años, había fallecido apenas tres semanas antes; la enfermedad de su pareja fue el motivo por el que Wood pidió la jubilación.
Wood soportaba una gran carga administrativa en la Royal Society, siendo las reuniones del consejo un periodo especialmente ajetreado. Agotada tras una de esas reuniones, exclamó en una ocasión al bibliotecario asistente: "Cuando deje este trabajo, recuerde lo que le digo, me sustituirán cinco personas". Estaba en lo cierto: en 1965 -tres años después de la jubilación de Wood- la Royal Society empleaba a un secretario general, un funcionario ejecutivo, un auxiliar de oficina, un bibliotecario y un auxiliar de biblioteca.

## Vida privada
Cuando Wood llegó a Wellington, vivió primero en Lyall Bay y, en 1920, se trasladó a Eastbourne (Nueva Zelanda), donde permaneció el resto de su vida. En Eastbourne existía una comunidad de parejas femeninas que fue un ejemplo temprano de comunidad lesbiana en Nueva Zelanda. Wood vivió con Margaret Magill, una profesora, desde 1920 hasta la muerte de Magill. La hermana menor de Magill, Ada, y su pareja, Molly Gore, formaban parte del grupo.
Magill y Wood crearon la Sociedad Hortícola de Eastbourne (originalmente llamada Sociedad del Puerto Este), y Wood convocó una reunión inaugural el 1 de marzo de 1938 mediante un folleto que distribuyó entre los residentes. Atrajeron a Elizabeth Gilmer, presidenta de la Sociedad Hortícola de Wellington, como patrona de la sociedad, Magill fue la vicepresidenta inaugural y Wood la secretaria-tesorera honoraria. La primera exposición de la sociedad se celebró en septiembre de 1938. A la de septiembre de 1941 asistió Cyril Newall, que ese mismo año había sido nombrado gobernador general de Nueva Zelanda. Wood fue secretaria-tesorera de la sociedad hasta 1970, cuando fue elegida miembro honorario. También fue miembro de la Hutt Valley and East Harbour Rose Society (de cuyo consejo formó parte) y de la Floral Art Society.
En 1939, Wood se convirtió en secretaria conjunta cuando se formó un grupo de Eastbourne para organizar la contribución local al Monumento Provincial del Centenario de Wellington. Wood también fue secretaria del Grupo Lírico de Eastbourne, un grupo que había fundado en 1937.
En 1948, Wood fue una de las fundadoras del Club de Mujeres de East Harbour. De 1947 a 1975, fue secretaria honoraria de la sección de Eastbourne de la Cruz Roja.
En su último año de vida, se le formaron coágulos en las piernas. Permaneció postrada en el Hospital Bowen de Crofton Downs, incluso después de una operación. Murió el 25 de agosto de 1979.

## Premios y reconocimientos
En 1933, Wood fue miembro fundador del Instituto de Secretarias Colegiadas de Nueva Zelanda. Fue admitida como miembro de la organización (FCSNZ) y, tras la fusión en 1953 con el Institute of Chartered Secretaries and Administrators, los honoríficos cambiaron a FCIS (fellow of the Chartered Institute of Secretaries). En 1963, fue elegida miembro del Real Instituto de Horticultura de Nueva Zelanda (FRNZIH). En los honores de Año Nuevo de 1963, fue nombrada miembro de la Orden del Imperio Británico (MBE) por sus servicios como secretaria de la Real Sociedad de Nueva Zelanda.[2] En 2017, Wood fue seleccionada como una de las 150 mujeres en 150 palabras de la Royal Society Te Apārangi.